# Società linneana svedese

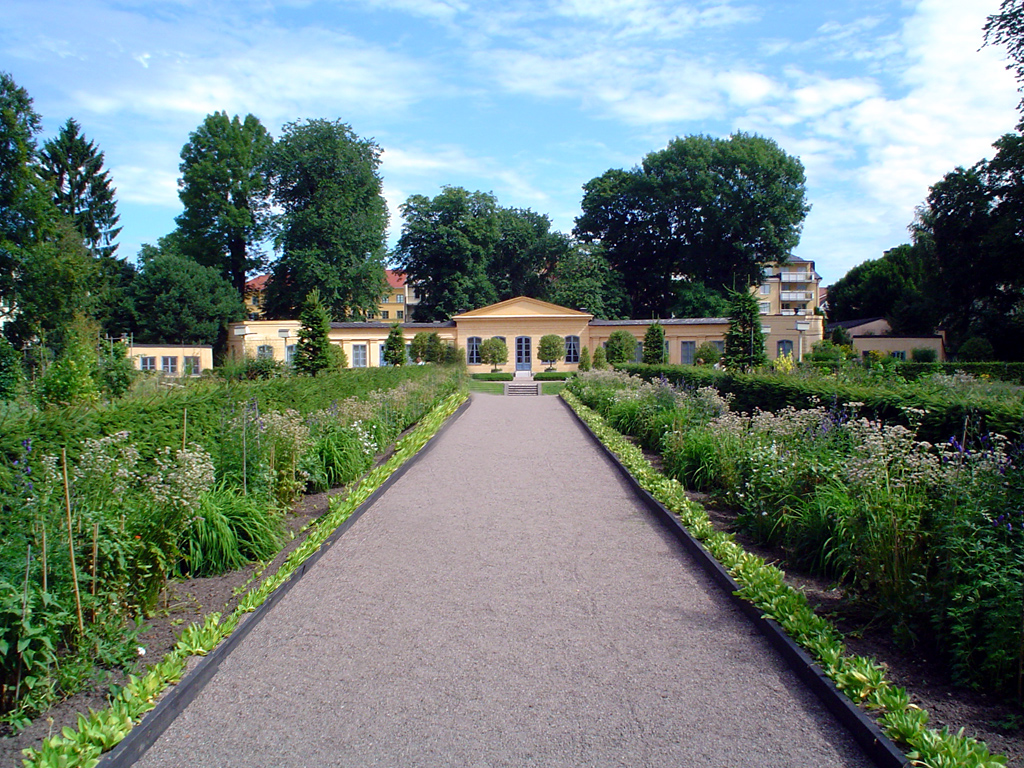
Il giardino di Linneo

La Società linneana svedese (in svedese Svenska Linnésällskapet) è un'organizzazione svedese che ha lo scopo di divulgare e ampliare la conoscenza su Linneo e le sue opere.
La Società fu fondata il 23 maggio 1917, in occasione del 210º anniversario della nascita di Linneo ad opera del dentista di corte e collezionista Elof Forberg.
La riunione dei primi soci si tenne nel mese di novembre dello stesso anno presso il Grand Hotel di Stoccolma alla presenza del Principe ereditario e della sua consorte. In quel consesso si propose di trasformare la casa di Linneo in un museo e di riportare il giardino botanico al suo aspetto originario.
La Società, diretta da un consiglio composto da 14 membri, uno dei quali è nominato dall'Università di Uppsala, gestisce il Linnaeus Museum di Uppsala, organizza attività per i soci e il pubblico in generale e pubblica l'annuario "Svenska Linnésällskapets Årsskrift " (SLÅ) nonché testi di Linneo tradotti in svedese dal latino.